# Dasybranchus rectus
Dasybranchus rectus är en ringmaskart som beskrevs av Treadwell 1901. Dasybranchus rectus ingår i släktet Dasybranchus och familjen Capitellidae. Inga underarter finns listade i Catalogue of Life.